# 末高武彦
末高 武彦（すえたか たけひこ、1941年 - ）は、日本の歯科医師、歯学者。日本歯科大学名誉教授、元日本歯科大学新潟生命歯学部衛生学講座教授。日本歯科医療管理学会理事長。

## 経歴
1966年に日本大学歯学部卒業、1970年同大学院修了。厚生省医務局歯科衛生課歯科衛生係長、同歯科衛生課課長補佐、日本歯科大学助教授を経て1978年より日本歯科大学教授に就任。2011年日本歯科大学名誉教授。2021年、瑞宝中綬章受章。

## 著書
- 末高武彦『歯科衛生士のための衛生行政・社会福祉・社会保険』医歯薬出版、1987年3月。 NCID BA38155207。
- 末高武彦 著「3章 歯科保健活動 6 成人・老人歯科保健管理/7 地域歯科保健活動」、小西, 浩二、飯塚, 喜一、森本, 基 編『カラーアトラス 口腔衛生活動マニュアル』医歯薬出版、1987年7月。ISBN 978-4-263-40467-6。 NCID BN01323510。
- 末高武彦 著「14章　保健医療制度・衛生行政」、西村, 正雄、近藤, 東郎、松下, 敏夫 編『新衛生学・公衆衛生学』（第2版）医歯薬出版、1990年1月。ISBN 978-4-263-40372-3。 NCID BN08312330。
- 末高武彦『歯科衛生士のための衛生行政・社会福祉・社会保険』（第2版）医歯薬出版、1990年3月。
- 末高武彦『歯科衛生士のための衛生行政・社会福祉・社会保険』（第3版）医歯薬出版、1992年2月。ISBN 4263420128。 NCID BN13150023。
- 石井拓男、可児徳子、末髙武彦、中垣晴男、楠憲治 著、榊原悠紀田郎 編『社会歯科学入門』医歯薬出版、1993年3月。ISBN 978-4-263-45206-6。 NCID BN09038165。
- 金子芳洋、可児徳子、新庄文明、宮﨑秀夫、末髙武彦 著、全国歯科衛生士教育協議会 編『衛生学・公衆衛生学』医歯薬出版〈新歯科衛生士教本〉、1995年2月。ISBN 978-4-263-42728-6。 NCID BN12994482。
- 森本, 基、清水, 秋雄、末高, 武彦 ほか 編『口腔保健学』医歯薬出版、1996年4月。ISBN 4263453239。 NCID BN14381043。
- 末髙武彦 著「社会と歯科技工 (4)歯科技工をめぐる諸問題 (4)-1　高齢社会と保健医療」、日本歯科技工士会 編『歯科技工学臨床研修講座　第1巻』医歯薬出版、1997年5月。ISBN 978-4-263-42728-6。 NCID BA31151795。
- 末髙武彦 著「社会と歯科技工 (4)-2　歯科保健医療制度」、日本歯科技工士会 編『歯科技工学臨床研修講座　第3巻』医歯薬出版、1998年1月。ISBN 978-4-263-43223-5。 NCID BA31151795。
- 日本歯科衛生士会 編『歯科保健指導ハンドブック』編集委員 金沢紀子、斎藤郁子、松田智子、新庄文明、末髙武彦、宮武光吉、安井利一、医歯薬出版、1998年9月。ISBN 978-4-263-45402-2。 NCID BA38521247。
- 末高武彦『歯科衛生士のための衛生行政・社会福祉・社会保険』（第4版）医歯薬出版、1999年3月。ISBN 4263420314。 NCID BA4259519X。
- 末髙武彦 他 著、青柳公夫、鈴木俊夫、阪口英夫、夏目長門、山中克己、迫田綾子、遠藤英俊 編『介護保険と口腔ケアプラン』医歯薬出版、1999年5月。ISBN 978-4-263-45442-8。 NCID BA41574988。
- 末高武彦『歯科衛生士のための衛生行政・社会福祉・社会保険』（第4版第2刷 (補訂)）医歯薬出版、2000年3月。ISBN 4263420314。 NCID BA81086640。
- 宮武光吉、末高武彦 編『口腔保健学』（第2版）医歯薬出版、2001年1月30日。ISBN 978-4-263-45513-5。 NCID BA51814680。
- 末高武彦 編『スタンダード衛生・公衆衛生』（改訂版）学建書院、2001年3月。ISBN 4762406252。 NCID BA52673427。
- 末高武彦『歯科衛生士のための衛生行政・社会福祉・社会保険』（第5版）医歯薬出版、2002年2月。ISBN 4263421450。 NCID BA61275833。
- 末高武彦 編『スタンダード衛生・公衆衛生』（第8版）学建書院、2003年3月。ISBN 4762416258。 NCID BA67684008。
- 金澤紀子、末高武彦 編『健康と社会』医歯薬出版〈歯科衛生士が学ぶPick-Upシリーズ〉、2004年3月24日。ISBN 978-4-263-42153-6。 NCID BA67748519。
- 可児徳子、末高武彦 編『新社会歯科学』医歯薬出版、2005年2月25日。ISBN 978-4-263-45581-4。 NCID BA72056999。
- 末高武彦 編『スタンダード衛生・公衆衛生』（第9版）学建書院、2005年3月。ISBN 4762426253。 NCID BA71902259。
- 末高武彦 他 編『スタンダード衛生・公衆衛生』（第10版）学建書院、2007年3月。ISBN 9784762436253。 NCID BA81495810。
- 末高武彦『歯科衛生士のための衛生行政・社会福祉・社会保険』（第6版）医歯薬出版、2009年3月10日。ISBN 978-4-263-42168-0。 NCID BA91603476。
- 末高武彦、米満正美、神原正樹、安井利一、荒川浩久 編『スタンダード衛生・公衆衛生』（第11版）学建書院、2009年3月20日。ISBN 9784762446252。 NCID BA89550592。
- 末高武彦、雫石聰、安井利一、前野正夫、山下喜久、廣瀬公治 編『新口腔保健学』医歯薬出版、2009年10月10日。ISBN 978-4-263-45631-6。 NCID BA91510273。
- 末高武彦、米満正美、神原正樹、安井利一、荒川浩久 編『スタンダード衛生・公衆衛生』（第12版）学建書院、2011年3月。ISBN 9784762456251。 NCID BB05256137。
- 日本歯科医療管理学会 編『歯科医療管理　医療の質と安全確保のために』編集委員 高津茂樹、永山正人、末髙武彦、尾﨑哲則、医歯薬出版、2011年11月5日。ISBN 978-4-263-45650-7。 NCID BB07549646。
- 末高武彦『歯科衛生士のための衛生行政・社会福祉・社会保険』（第7版）医歯薬出版、2012年3月25日。ISBN 978-4-263-42185-7。 NCID BB08770396。
- 末高武彦、米満正美、神原正樹、安井利一、荒川浩久 編『スタンダード衛生・公衆衛生』（第13版）学建書院、2013年3月20日。ISBN 9784762466250。 NCID BB12325499。

## 所属団体
- 日本歯科医学会
  - 日本口腔衛生学会 元常任理事[1]
  - 日本歯科医療管理学会理事長[2]
- 日本医学会
  - 日本公衆衛生学会 認定専門家[5]
- 日本口腔保健協会 監事[6]